# Баликтибулак
Баликтибула́к (каз. Балықтыбұлақ) — село у складі Маркакольського району Східноказахстанської області Казахстану. Входить до складу Тоскаїнського сільського округу.
Населення — 49 осіб (2021; 109 у 2009, 117 у 1999, 205 у 1989).
Національний склад станом на 1989 рік:
- росіяни — 40 %

Станом на 1989 рік село називалося Владимировка.